# Daseinsvorsorge
Daseinsvorsorge, auch Daseinsfürsorge bzw. gemeinsprachlich öffentliche Dienstleistungen (in der Schweiz auch Service public und öffentliche Infrastruktur), umfasst die staatliche Aufgabe zur Bereitstellung der für ein menschliches Dasein als notwendig erachteten Güter und Dienstleistungen, d. h. die Grundversorgung. Daseinsvorsorge ist in Deutschland ein verwaltungsrechtlicher Begriff, der auch in der politischen und sozialwissenschaftlichen Diskussion eine wichtige Rolle spielt.
Dazu zählt als Teil der Leistungsverwaltung die Bereitstellung von öffentlichen Einrichtungen für die Allgemeinheit, also Verkehrs- und Beförderungswesen, Gas-, Wasser- und Elektrizitätsversorgung, Müllabfuhr, Abwasserbeseitigung, Bildungs- und Kultureinrichtungen, Krankenhäuser, Friedhöfe, Schwimmbäder, Feuerwehr usw. (Infrastruktur). Dabei handelt es sich größtenteils um Betätigungen, die heute von kommunalwirtschaftlichen Betrieben wahrgenommen werden.

## Begriff und Aufgabe der Daseinsvorsorge
Der Begriff wurde von Ernst Forsthoff im Anschluss an Karl Jaspers in die staats- und verwaltungsrechtliche Diskussion eingebracht. Die ursprüngliche Verwaltungsrechtsdogmatik kannte nur die Eingriffsverwaltung. Forsthoff erweiterte diese Dogmatik in seiner 1938 in Königsberg erschienenen Schrift Die Verwaltung als Leistungsträger um das Konzept der Leistungsverwaltung, mit dem das Verhältnis des Einzelnen zum leistungsgewährenden Staat bestimmt werden sollte. Er sah die Notwendigkeit, dass dem Einzelnen Teilhaberechte an Leistungen der Daseinsvorsorge zustehen müssen. Die in Erfüllung der sozialen Verantwortung erfolgende leistungsgewährende Betätigung des Staates bezeichnete er als Daseinsvorsorge. Forsthoff definierte den Begriff Daseinsvorsorge in eigenen Worten als „diejenigen Veranstaltungen, die zur Befriedigung des Appropriationsbedürfnisses getroffen wurden“.
Forsthoff begründete die Notwendigkeit der Daseinsfürsorge in Die Verwaltung als Leistungsträger wie folgt:

„Mit der Zusammenbringung großer Bevölkerungsmassen auf engsten Raum in den Großstädten, wie sie die industrielle Emanzipation im 19. und 20. Jahrhundert mit sich brachte, ergaben sich für die individuelle Daseinsführung neue Bedingungen und Erfordernis. Sie lassen sich in der Weise verdeutlichen, dass man den beherrschten und den effektiven Lebensraum des einzelnen unterscheidet. […] Die durch die Industrialisierung ausgelöste räumliche Verschichtung der Bevölkerung hat dazu geführt, dass sich der beherrschte Lebensraum des Einzelnen mehr und mehr verringerte (von Haus, Hof und Werkstatt zur Mietwohnung und dem Arbeitsplatz in der Fabrik), während die Technik den effektiven Lebensraum außerordentlich erweiterte. Mit dem beherrschten Lebensraum gingen dem Einzelnen die Sicherungen verloren, die seinem Dasein eine gewisse Eigenständigkeit verliehen. Nun war er auf Vorkehrungen angewiesen, die seiner sozialen Bedürftigkeit zur Hilfe kommen und die Daseinsführung ohne beherrschten Lebensraum erst möglich machen: Gas, Wasser, elektrische Energie, Abwasserableitung, Verkehrsmittel usw. Die soziale Bedürftigkeit ist also unabhängig vom Vermögen. […] Dieser Bedürftigkeit zu Hilfe zu kommen, ist staatliche Aufgabe geworden, wobei Staat im weiteren, auch die Gemeinden umfassenden Sinne verstanden sein soll. Was in Erfüllung dieser Aufgabe geschieht, ist Daseinsfürsorge.“

Dieser Aufgabe, die Grundversorgung mit lebenswichtigen Gütern und Dienstleistungen „für alle zu sozialstaatlich angemessenen Bedingungen zur Verfügung zu halten“, entsprach die Übernahme der Daseinsvorsorge durch öffentliche Leistungsträger etwa durch eine staatliche Bahn oder Post oder kommunale Versorgungsbetriebe für Wasser und Strom. Inzwischen hat man die Daseinsvorsorge aber weitgehend privatisiert. Hierdurch sollte sie „der Auslesefunktion des Wettbewerbs ausgesetzt werden und dadurch möglichst effizient, flexibel und unbürokratisch funktionieren“. Hierbei bleibt aber nach der Ansicht von Zippelius der Sozialstaat „gefordert, regelnd einzugreifen, wenn die notwendige Grundversorgung … nicht erreicht wird“, z. B. auf Grund von Streiks, auf welche die betroffenen Bürger keinen nennenswerten Einfluss haben. In solchen Fällen entspräche es dem ursprünglichen Gedanken staatlicher Daseinsvorsorge, den Interessenausgleich zwischen Arbeitgebern und Arbeitnehmern in die Hand staatlicher oder kommunaler (also demokratischer) Gesamtverantwortung zu legen, auf deren Seite sowohl die Arbeitgeber als auch die Arbeitnehmer repräsentiert sind.

## Daseinsvorsorge als Rechtsbegriff
Der in der öffentlichen Verwaltungspraxis häufig verwendete Begriff der Daseinsvorsorge ist juristisch ein unbestimmter Rechtsbegriff. Er wird in Gesetzen häufig verwendet, ohne dass dort sein Inhalt näher definiert wird. Im Vertrag zur Gründung der Europäischen Gemeinschaft wird in Anlehnung an den französischen Begriff der services publics in Art. 86 Abs. 2 EGV von „Dienstleistungen von allgemeinem wirtschaftlichen Interesse“ gesprochen. Diese werden vage definiert als „marktbezogene Tätigkeiten, die im Interesse der Allgemeinheit erbracht und daher von den Mitgliedstaaten mit besonderen Gemeinwohlverpflichtungen verbunden werden.“ Darunter werden überwiegend die Bereiche der Daseinsvorsorge verstanden. Allerdings sind die Begriffe inhaltlich nicht vollkommen deckungsgleich. Auch die EU-Kommission hat den unbestimmten Rechtsbegriff in ihr Vokabular übernommen und definiert ihn als „marktbezogene oder nichtmarktbezogene Tätigkeiten, die im Interesse der Allgemeinheit erbracht und daher von den Behörden mit spezifischen Gemeinwohlverpflichtungen verknüpft werden“. Vertraglich verankert wurde die Daseinsvorsorge auf europäischer Ebene mit dem Vertrag von Lissabon in den in § 14 AEUV geregelten „Diensten von allgemeinem wirtschaftlichen Interesse“.
Rechtliche Grundlage der Daseinsvorsorge ist in Deutschland die Garantie der kommunalen Selbstverwaltung nach Art. 28 Abs. 2 GG. Das GG vermeidet den Begriff Daseinsvorsorge, sondern umschreibt ihn als „alle Angelegenheiten der örtlichen Gemeinschaft.“ Darunter versteht das BVerfG diejenigen „Bedürfnisse und Interessen, die in der örtlichen Gemeinschaft wurzeln oder auf sie einen spezifischen Bezug haben“. Das Grundgesetz gibt keine umfassende staatliche Verpflichtung zur Sicherstellung der Daseinsvorsorge vor, sondern lediglich Mindeststandards und Rahmenbedingungen, darunter das Sozialstaatsprinzip; die Daseinsvorsorge ist weitgehend durch einfachgesetzliche Regelungen normiert. Was letztlich zum Inhalt der Daseinsvorsorge wird, muss jede Kommune im Rahmen der Selbstverwaltung für sich entscheiden. Während eine Kommune Messestandort ist, sind viele andere Kommunen hingegen kein Messestandort. Bei der einen Kommune gehört das Messe- und Ausstellungswesen somit zur Daseinsvorsorge, bei den anderen nicht. Daseinsvorsorge ist also keineswegs bundeseinheitlich regelbar. In § 2 Abs. 2 Nr. 1 Raumordnungsgesetz wird bestimmt, dass in Deutschland ausgeglichene soziale, infrastrukturelle, wirtschaftliche, ökologische und kulturelle Verhältnisse anzustreben sind. Hierbei ist die „nachhaltige Daseinsvorsorge zu sichern“.
Unter Daseinsvorsorge versteht man verwaltungsrechtlich alle Dienstleistungen der Kommune, an deren Erbringung ein allgemeines öffentliches Interesse besteht. Für das BVerfG ist die Daseinsvorsorge eine Leistung, „derer der Bürger zur Sicherung einer menschenwürdigen Existenz unumgänglich bedarf.“ Nach deutschem Verständnis kann die Gestaltung der Daseinsvorsorge wirtschaftlich oder nichtwirtschaftlich, im Wettbewerb oder als Monopol, gewinnbringend, kostendeckend oder zuschussbedürftig sein. Ihre Bandbreite reicht von der Energie- und Wasserversorgung über Abwasser- und Abfallentsorgung, Polizei, Feuerwehr, Krankenhäuser, Friedhöfe, sozialem Wohnungsbau und ÖPNV bis zu kulturellen, sportlichen und sozialen Angeboten. Trotz des Wandels gehört die kommunale Daseinsvorsorge weiterhin zum faktischen Kernbereich der Selbstverwaltung.

## Daseinsvorsorge als Begriff im Verwaltungsrecht
Juristisch ungeklärt und heftig umstritten ist die rechtliche Relevanz des Begriffes Daseinsvorsorge. In der Verwaltungsrechtswissenschaft gibt es kaum einen Terminus, der eine größere Faszination ausgelöst hat, aber andererseits auch mehr Ärgernis erregt hat als der Begriff der Daseinsvorsorge. In der verwaltungsrechtlichen Diskussion wird er einerseits häufig verwendet und als Argumentationsstütze herangezogen. Andererseits wird darauf hingewiesen, dass er mehr ein soziologischer Begriff mit vorrangig „problemverdeutlichender, weniger problemlösender Funktion“ sei. Selbst Forsthoff musste 1959 anmahnen, dass der Begriff zu einem „Allerweltsbegriff“ wurde, „mit dem man alles und deshalb nichts beweisen kann“. In seinem Buch „Der Staat der Industriegesellschaft“ räumte Forsthoff ein, es handele sich um einen Begriff der Staatswissenschaften „wie sie im 18. Jahrhundert verstanden wurden“.
Einige Gemeindeordnungen der Länder verwenden den Begriff Daseinsvorsorge: In Baden-Württemberg (§ 102 Abs. 1 Nr. 3 GemO), Bayern (Art. 87 Abs. 1 Nr. 4 BayGO) und Thüringen (§ 71 Abs. 2 Nr. 4 KO) gilt die kommunalwirtschaftliche Subsidiaritätsklausel nur „außerhalb der kommunalen Daseinsvorsorge“. Dies wird jedoch wegen der juristischen Unschärfe des Begriffs Daseinsvorsorge als problematische Regelung angesehen.

## Daseinsvorsorge und Kommunalwirtschaft heute
Im Rahmen einer Debatte über Privatisierungen wird der Begriff teilweise polarisierend aufgefasst. Wer eher etatistisch denkend den Staat in erster Linie als „Gewährleistungsstaat“ ansieht, neigt dazu, dem Begriff eine besondere und wichtige Rolle einzuräumen. Liberale Politiker halten das Ende der Daseinsvorsorge für gekommen. Jedenfalls ist zu beobachten, dass viele ehemals von Staats- bzw. Gemeindemonopolen wahrgenommene Betätigungen der Daseinsvorsorge heute mit privaten Anbietern konkurrieren müssen bzw., dass die traditionellen Leistungen der Daseinsvorsorge heute auch von Privaten wahrgenommen werden. Auch im Zuge der fortschreitenden Europäisierung des Wirtschaftsrechts, die zunehmend die öffentliche Ausschreibung bisheriger kommunaler Aufgaben vorsieht, sehen selbst die Kommunen und Vertreter der Kommunalwirtschaft die Aufgabe der Kommunalwirtschaft schrumpfen. Staatliche Daseinsvorsorge kann jedoch auch privatwirtschaftlich organisiert werden. In großer Analogie zum „starken Staat“ im Ordnungssystem der Sozialen Marktwirtschaft beschränkt sich der Gewährleistungsstaat in diesem Fall auf die Setzung von Rahmenbedingungen, hier Vertragszielen, und überlässt die Umsetzung der privaten Initiative.
Eine solche gemischtwirtschaftliche Zusammenarbeit wird auch als Öffentlich-Private Partnerschaft bezeichnet. Diese ist zumeist auf langfristige Dauer angelegt und verspricht eine bessere Nutzung von Ressourcen. Kommunen können vom Fachwissen, der Finanzkraft und der Effizienz des privaten Partners profitieren. Auf der anderen Seite birgt eine ÖPP auch Risiken. So können sich die Rahmenbedingungen während der Laufzeit eines ÖPP-Vertrags zum Ungunsten der Kommune verändern oder die Finanzierungskosten erhöhen. Außerdem können bestimmte Fördermittel wegfallen, die Kommunen zur Erfüllung von Aufgaben innerhalb der Daseinsvorsorge benötigen.
Angesichts zunehmender Privatisierungen und Teilprivatisierungen hat es ab etwa den 2000er Jahren eine teilweise durch Bürgerbegehren getragene Gegentendenz von Rekommunalisierungen (beispielsweise Wasserversorgung in Berlin, Energienetze in Hamburg etc.) gegeben.
Am 23. Juni 2017, dem internationalen Tag des öffentlichen Dienstes, fand erstmals ein Tag der Daseinsvorsorge statt.

## Digitale Daseinsvorsorge
In der Diskussion zur Digitalisierung im Alltag besteht weitgehend Konsens, dass die „Digitale Daseinsvorsorge“ zu den Aufgaben des öffentlichen Sektors gehört. Dazu zählen z. B.
- digitale Infrastruktur (Breitband-Internetzugang, WLAN-Hotspots, EDV-Ausstattung),
- digitaler Content (Open Data, Live-Streaming, Social-Media-Kanäle),
- das Ermöglichen neuer Services (Public-Space-Server, Labs, Coworking-Spaces).

Der Verband kommunaler Unternehmen sieht in der digitalen Daseinsvorsorge eine zentrale Aufgabe für zukunftsfähige Kommunen. Die Kommunale Gemeinschaftsstelle für Verwaltungsmanagement (KGSt) und der Deutsche Städtetag haben sich im Rahmen der gemeinsamen Initiative „Dresdner Forderungen und OZG 2.0“ für eine Stärkung der digitalen Daseinsvorsorge eingesetzt.